# V Sport 1
V Sport 1 är en av Viasats Sportkanaler.
V Sport 1 sänder mellan klockan 12.00 och 02.00 varje dag.

## Historik
Viasats Sportkanaler hette tidigare Viasat Sport 1, Viasat Sport 2 och Viasat Sport 3, men relanserades 2008 som Viasat Sport, Viasat Fotboll och Viasat Motor. Sedan tidigare fanns även genrekanalen Viasat Golf. Senare har även Viasat Hockey, Viasat Premier League HD samt HD-versioner av samtliga kanaler tillkommit.